# Willi Entenmann
Willi Entenmann (Benningen am Neckar, 25 de septiembre de 1943 - 3 de enero de 2012) fue un entrenador y jugador de fútbol alemán.
Como entrenador en el Bundesliga, su mejor resultado fue el quinto lugar en 1986. Murió, a los 68 años, en Garmisch-Partenkirchen.

## Honores
Como entrenador
- Finalista de Copa de Alemania: 1985–86